# The Dark Wind
The Dark Wind (br: A Brisa da Morte; pt: Selvagens como o Vento) é um filme estadunidense lançado em 1991 dirigido por Errol Morris e estrelado por Gary Farmer, Fred Ward e Lou Diamond Phillips. O roteiro, de Neal Jimenez, é baseado no romance homônimo de Tony Hillerman.

## Sinopse
Um policial navajo é envolvido em uma trama de assassinato, disputa entre nativos norte-americanos, apreensão de drogas, um acidente aéreo e vandalismo.

## Elenco
- Lou Diamond Phillips .... Oficial Jim Chee
- Fred Ward .... Joe Leaphorn
- Gary Farmer .... Albert Dashee
- Arlene Bowman .... Edna Nezzie
- Blake Clark .... Ben Gaines
- John Karlen .... Jake West
- Jane Loranger .... Gail Pauling
- Michelle Thrush .... Shirley Topaha